# وترن، آلبرتا
وترن، آلبرتا (به انگلیسی: Veteran, Alberta) یک منطقهٔ مسکونی در کانادا است که در آلبرتا واقع شده‌است. وترن ۲۰۷ نفر جمعیت دارد و ۷۹۵ متر بالاتر از سطح دریا واقع شده‌است.